# Wołodymyr Kuryłowycz
Wołodymyr Kuryłowycz, ukr. Володимир Курилович, pol. Włodzimierz Kuryłowicz (ur. 12 sierpnia 1867 w Buczaczu, zm. 7 czerwca 1951) – ukraiński działacz społeczny, prawnik, sędzia w Galicji, poseł do Sejmu Krajowego Galicji i Rady Państwa.

## Życiorys
Doktor praw. Działacz starorusiński, moskalofil, członek Russkiej Partii Ludowej. Był sędzią w Rymanowie, auskultantem sądowym w Bełzie w 1896.
W trakcie VIII kadencji (1901-1907) Sejmu Krajowego Galicji po śmierci Włodzimierza Truskolaskiego 11 lutego 1906, został wybrany na jego miejsce 20 czerwca 1906 w IV kurii okręgu wyborczego Sanok. Równolegle został wybrany z kurii wiejskiej na posła do austriackiej Rady Państwa w Wiedniu kadencji XI (1907-1911) i XII (1911-1918). Podczas drugiej kadencji jego mandat wygasł wskutek prawomocnego wyroku sądowego w dniu 21 sierpnia 1915 (ogłoszonego 31 maja 1917), 30 maja 1917 na jego miejsce został zaprzysiężony zastępca ks. Roman Czajkowski.